# Elie Norbert
Elie Norbert (23 de enero de 1984) es un deportista malgache que compitió en judo. Ganó una medalla en los Juegos Panafricanos de 2007, y tres medallas en el Campeonato Africano de Judo entre los años 2006 y 2009.

## Palmarés internacional
| Juegos Panafricanos | Juegos Panafricanos     | Juegos Panafricanos | Juegos Panafricanos |
| Año                 | Lugar                   | Medalla             | Categoría           |
| ------------------- | ----------------------- | ------------------- | ------------------- |
| 2007                | Argel (Argelia)         | Medalla de bronce   | –60 kg              |
| Campeonato Africano |                         |                     |                     |
| Año                 | Lugar                   | Medalla             | Categoría           |
| 2006                | Puerto Louis (Mauricio) | Medalla de bronce   | –60 kg              |
| 2008                | Agadir (Marruecos)      | Medalla de plata    | –60 kg              |
| 2009                | Puerto Louis (Mauricio) | Medalla de bronce   | –60 kg              |